# Pilot (singel)
Pilot – singel amerykańskiego rapera 50 Centa. Został wydany 25 marca 2014 r. Wydawnictwo ukazało się nakładem wytwórni G-Unit Records oraz Caroline Records. Utwór promował album pt. Animal Ambition: An Untamed Desire To Win wydany w czerwcu 2014 r. Był to jedyny singel notowany na liście przebojów Bubbling Under Hot 100 Singles.
W dniu premiery, opublikowano również teledysk.

## Notowania
| Notowanie (2014)               | Najwyższa pozycja | Źródło |
| ------------------------------ | ----------------- | ------ |
| Deutsche Black Charts          | 20                | [ 2 ]  |
| UK R&B                         | 20                | [ 3 ]  |
| UK Singles                     | 95                | [ 4 ]  |
| Bubbling Under Hot 100 Singles | 19                | [ 5 ]  |
| Hot R&B/Hip-Hop Songs          | 32                | [ 6 ]  |
| Hot Rap Songs                  | 20                | [ 7 ]  |